# Клуб Винкс: Тайна морской бездны
«Клуб Винкс: Та́йна Морско́й бе́здны» (итал. Winx Club: Il Mistero degli Abissi) — итальянский 3D-анимированный полнометражный мультфильм производства Rainbow CGI при поддержке Rai Fiction, приуроченный к десятилетнему юбилею франшизы «Клуб Винкс». Фильм дебютировал на экранах кинотеатров в Италии 4 сентября 2014 года, и его выходу предшествовал ряд тематических мероприятий, в том числе на кинофестивалях в Италии. Создатели приложили наибольшие усилия для детализации этого мультфильма по сравнению с двумя предыдущими полнометражными лентами франшизы, в основном из-за необходимости работать с подводной средой. Сюжет фильма завершает историю пятого сезона мультсериала «Клуб Винкс». Ведьмы Трикс объединились с про́клятой нимфой Политеей и освободили из заключения Тританнуса, которого Винкс, главные героини сериала, победили в пятом сезоне. Загрязнение океана токсинами усилило волшебные силы злодеев, и феям пришлось снова сражаться с уже известными по сериалу противниками и восстанавливать чистоту океанов.
В мультфильм заложена тема борьбы с загрязнением океанов, и его антагонисты отождествляются с человечеством, чья жадность и жажда власти берут верх над заботой об окружающей среде. Кроме того, в фильме освещаются традиционные ценности франшизы, такие как дружба и единство. Мультфильм получил смешанные отзывы критиков. Одни отметили обилие динамичных сцен, детализированную анимацию, интересный сюжет и хорошую подачу моральной стороны; другие не нашли анимацию качественной, выделив статический эффект при движении персонажей, при этом действия персонажей некоторые критики находят легкомысленными, а мораль расценивают как завуалированный маркетинговый ход. Оригинальный саундтрек мультфильма вышел на итальянском и английском языках, фильм выпустили на DVD и Blu-ray, по мотивам ленты изданы книги и видеоигра для мобильных устройств.

## Сюжет
Винкс в Алфее делятся опытом с первокурсницами, а затем Блум и Скай отправляются в Гардинию. В это время под водой Трикс пытаются активировать Трон Императора — мощный волшебный артефакт, позволяющий получить власть над Бесконечным океаном и всем волшебным измерением. Этим ведьмы привлекают внимание про́клятой нимфы Политеи. Политея объясняет Трикс, что Трон откликнется только на своего настоящего повелителя, которым уже стал Тританнус, побеждённый Клубом Винкс и изгнанный в измерение Обливион. Она сообщает ведьмам, что для освобождения Тританнуса нужна жизненная сила молодого короля, а после этого Тританнус должен найти Жемчужину Бездны, которая поможет править Бесконечным океаном. Политея предлагает троице сделку, по условиям которой они обманут Тританнуса и получат Трон в своё распоряжение, а в обмен освободят её от проклятия. Трикс отправляются в Гардинию и похищают Ская, поскольку тот является королём Эраклиона. При помощи жизненной силы Ская злодеи освобождают Тританнуса из Обливиона. Политея в тайне от Тританнуса объясняет Трикс, что тот может знать, где находится Жемчужина Бездны, и просит их убедить его найти её. Тританнус вспоминает, что артефакт находится под охраной селки по имени Омния. Он садится на Трон Императора и восстанавливает свои силы, после чего вместе с Трикс направляется к Омнии. Блум рассказывает подругам о похищении Ская и хочет отправиться на его поиски, но с феями связывается Омния и сообщает, что Тританнус закрыл все порталы в Бесконечный океан. Тогда директриса Фарагонда говорит девушкам, что один портал мог остаться открытым, и он находится в измерении Обливион. Она предупреждает героинь, что это измерение очень опасно и из него можно не вернуться, но Винкс отправляются туда.
В Обливионе девушки попадают под воздействие тёмного волшебства, которое заставляет их забыться в кошмарах, но Блум понимает, что это иллюзия, пробуждается и спасает подруг. В это время Тританнус и Трикс пытают Омнию, и она рассказывает им, где спрятала Жемчужину Бездны. Винкс находят выход из Обливиона и спешат к Трону Императора. Там они встречают Политею, но она отражает все их атаки. Скай приходит в сознание и предупреждает Винкс о том, что Омния в опасности. Политея призывает монстров, но Винкс побеждают их и отправляются к Омнии, а Политея не может последовать за ними, потому что не способна уйти далеко от Трона, с которым она связана. Омния рассказывает Винкс, что Тританнус и Трикс уже отправились за Жемчужиной. Девушки преследуют злодеев, но Тританнус раньше добирается до Жемчужины и запирает Винкс в подводных пещерах. Винкс выбираются оттуда по туннелю и спешат к Трону, где видят, что Политея украла у Тританнуса Жемчужину и подчинила Трон себе. Она признаётся Трикс, что одурачила их и с самого начала планировала подчинить себе Бесконечный океан. В это время Скай освобождается из плена, но попадает под луч волшебства и падает на дно без сознания. Политея заколдовывает Трикс и Тританнуса и приказывает им атаковать Винкс. Омния и другие селки присоединяются к битве, а Серена выхватывает Жемчужину Бездны из рук Политеи и отдаёт её Блум. При помощи волшебства Жемчужины, объединённого с собственными силами, Винкс побеждают Трикс и Тританнуса, а Политея оказывается уничтожена и исчезает. Омния использует Жемчужину, чтобы вернуть Ская к жизни после того, как он пролежал какое-то время на дне без воздуха. Скай просыпается в Алфее, и Блум рассказывает ему, что Тританнуса отправили назад в Обливион, а Трикс сбежали. В конце мультфильма демонстрируется музыкальный клип, в котором как герои, так и злодеи мультфильма танцуют под музыку в разных локациях.

## Роли озвучивали
| Роль   | Актёр             | Роль      | Актёр               |
| ------ | ----------------- | --------- | ------------------- |
| Блум   | Летиция Чампа     | Скай      | Марко Вивио         |
| Стелла | Перла Либератори  | Айси      | Татьяна Десси       |
| Флора  | Илария Латини     | Дарси     | Федерика Де Бортоли |
| Муза   | Джемма Донати     | Сторми    | Валерия Видали      |
| Текна  | Домитилла Д’Амико | Тританнус | Альберто Боньянни   |
| Лейла  | Лаура Ленги       | Политея   | Алессандра Коромпай |

## Основа и особенности мультфильма
Мультфильм подытоживает события пятого сезона итальянского мультсериала «Клуб Винкс», объединившего в себе элементы европейского стиля и японской анимации жанра махо-сёдзё (яп. 魔法少女 махо: сё:дзё, «девушка-волшебница»). Его сюжет повествует о команде юных фей, называющих себя Винкс и борющихся со злом в мире волшебства. Вымышленная вселенная сериала состоит из нескольких измерений, главным из которых является Магикс — волшебный мир, закрытый от обычных людей и населённый феями, ведьмами, пикси, ограми, троллями, монстрами и другими существами. Концепция волшебства фей в сериале представлена в виде волшебных трансформаций, которые они получают, выполнив определённые действия. Освоив трансформацию, фея может призвать её в любое время, после чего у неё появляются крылья, а одежда меняется на яркую и блестящую. В частности, в этой картине главные героини пользуются силой Сиреникса, которую получили в пятом сезоне мультсериала, пройдя серию испытаний и доказав, что обладают рядом положительных качеств, необходимых владельцам этой силы. Сиреникс даёт феям доступ в Бесконечный океан, возможность быстро плавать под водой и использовать подводные заклинания.
Главные героини — шесть девушек с разных планет: Блум, Стелла, Флора, Муза, Текна и Лейла. Все они являются ученицами (выпускницами) Алфеи — школы для фей. Блум, Стелла и Лейла на своих планетах являются принцессами. Внешность героинь отчасти основана на образах Бритни Спирс, Камерон Диас, Дженнифер Лопес, Люси Лью, Пинк и Бейонсе. Каждая из главных героинь мультфильма является феей-хранительницей своей планеты. К другим персонажам относятся Скай, Брендон, Ривен, Тимми и Гелия, которые состоят в романтических отношениях с девушками из Клуба Винкс. Все они — так называемые специалисты из школы Красный Фонтан, где молодые люди учатся владеть лазерным оружием. Основными антагонистами фильма выступают Тританнус, получивший власть императора Бесконечного океана, и про́клятая нимфа Политея, желающая воспользоваться нарушенным балансом Бесконечного океана с целью обретения власти. К другим антагонистам относятся Айси, Дарси и Сторми, называющие себя Трикс. Это бывшие ученицы школы для ведьм Облачная Башня, которые пытались захватить волшебную страну и все три школы, включая собственную. Основным местом действия фильма является подводная среда, переживающая катастрофу загрязнения наподобие той, которая произошла в Мексиканском заливе после взрыва нефтяной платформы Deepwater Horizon.

## Идея и создание
Выход мультфильма «Тайна морской бездны» был приурочен к десятилетию «Клуба Винкс». Иджинио Страффи задумывал его как способ отпраздновать юбилей франшизы и одновременно выразить благодарность её поклонникам. По словам создателя, он хотел сделать юбилейную часть франшизы важной вехой в истории Винкс и решил написать сценарий, не похожий на два предыдущих мультфильма серии. Режиссёр хотел сделать картину весёлой, захватывающей и объединить в ней всё богатство вселенной Винкс, её персонажей и их эмоций. В то же время он заложил в неё идейное сообщение, чтобы заинтересовать не только детей, но и всю семью. Идея мультфильма родилась в стремлении создать современную историю, выжать максимум из приключений «Клуба Винкс» и собрать воедино лучшие качества его героинь: самоотверженность, смелость и сострадание.
Возвращение Трикс, Политеи и Тританнуса по замыслу Страффи должно было стать тяжёлым испытанием для героев фильма: антагонисты хотят использовать небрежность людей, чтобы окончательно разрушить хрупкий баланс подводного мира. История картины рассказывает об их стремлении захватить власть в Бесконечном океане и о том, как Винкс в очередной раз спасают мир, но при этом фильм также затрагивает и природоохранные темы. В качестве главного антагониста мультфильма Страффи выбрал Политею, история которой в пятом сезоне мультсериала была описана очень поверхностно. Это изгнанная нимфа, на которой лежит проклятие за её жадность: создатель описывает её как воплощение всего, за что человечеству стоит себя ненавидеть. Режиссёр подчёркивает, что в мультфильме заложены те же фундаментальные ценности, что и во всей франшизе:

Дружба между Винкс играет основополагающую роль в срыве планов их противников, которые, в отличие от них, разделены и не доверяют друг другу. И тема магии также фундаментальна — магии, которая внутри каждого из нас. Но магии одного человека недостаточно, и только сплочённость людей помогает преодолевать ужасные невзгоды жизни. И Винкс, лучшие подруги, имеют преимущество перед своими противниками. Здесь присутствуют все элементы «истинной» истории о Винкс.
Оригинальный текст (итал.)L’amicizia tra le Winx è fondamentale per sventare i piani dei loro avversari, che invece sono divisi e non si fidano l’uno dell’altro. Ed è fondamentale anche il tema della magia, la magia che è in ognuno di noi. Ma la magia del singolo non basta, ci vuole la cooperazione di tutti per farcela contro le terribili avversità della vita. E le Winx, amiche per la pelle, hanno una marcia in più rispetto ai loro avversari. Gli elementi di una vera storia “Winx” c’erano tutti.
— Иджинио Страффи
Бесконечный океан, по словам режиссёра, является метафорической отсылкой к Мировому океану Земли, который постоянно подвергается небрежному обращению и загрязнению со стороны людей, не задумывающихся о последствиях своих действий, как было в случае с разливом нефти в Новом Орлеане. При этом в мультфильме загрязнение океана представлено как зло, оскверняющее древних подводных существ и превращающее их в мутантов по воле злодеев. Страффи также объясняет, что хоть это и звучит зловеще, на самом деле мультфильм получился весёлым, он содержит элементы комедии и много забавных ситуаций. Процесс предпроизводства этого мультфильма занял длительное время, поскольку создатели не хотели обделить вниманием юбилейную часть франшизы, а выбор подводного мира в качестве основного сеттинга добавил технических сложностей. В качестве сеттинга мультфильма Страффи выбрал Бесконечный океан, поскольку эта локация обрела популярность среди зрителей мультсериала. Команде аниматоров пришлось разработать собственные программные инструменты для придания картине реалистичности, поскольку динамика движений под водой в корне отличается от таковой на суше. Кроме того, реализм было решено придать и анимации в местах наподобие пляжа, где движение героев порождает облака из песка и прочих частиц. Лицевой анимации героев также придали больший реализм по сравнению с предыдущими мультфильмами студии.
Над картиной работала команда из 400 человек. В общей сложности было нарисовано 112 эскизов, иллюстрирующих 34 сценографии, и 167 моделей персонажей в разных нарядах и трансформациях. Фильм делится на 113 221 ключевой кадр, которые в целом состоят из более чем 6 миллионов слоёв. Детализации каждого персонажа было уделено большое внимание, но ещё большее внимание создатели уделили анимации волос под водой. Их движение и освещение в подводных условиях стали настоящим испытанием для разработчиков ленты, но они постарались сделать волосы очень яркими и реалистичными. Иджинио Страффи в интервью заметил, что в Rainbow до этого не уделяли такого внимания детализации ни в одном из своих мультфильмов. Каждый аниматор создавал от 0,2 до 5 секунд анимации в день в зависимости от сложности сцен. Для создания самых сложных сцен проводились различные информационные исследования и сравнения, чтобы придать комедийному элементу фильма особый шарм. При необходимости проводились специальные симуляции, чтобы передать аниматорам и художественным руководителям психологию отдельных сцен и эмоции участвующих в них персонажей.

## Музыка
Для создания саундтрека создатели исследовали настроение каждой отдельно взятой сцены мультфильма. Всего было записано 70 минут музыки и 4 оригинальные песни. Отдельно от фильма саундтрек вышел лишь в виде трёх песен. Они были изданы как на итальянском, так и на английском языках. Итальянская версия альбома появилась 4 сентября 2014 года в iTunes и Amazon Music, а английская версия вышла 15 июня 2014 года в iTunes и 24 октября 2014 года в Amazon Music. В Германии англоязычная версия альбома вышла на Audio CD 20 марта 2015 года.
Песню «Luce immensa» (англ. Magic All Around) на обоих языках исполняет Франческа Антоначчи, а «Potere Sirenix» (англ. The Magic of Sirenix) также на обоих языках поёт Элиза Росселли, уже известная своей работой над большинством песен в мультсериале «Клуб Винкс». Песню «Noi Siamo Winx» (англ. We All Are Winx) на итальянском языке исполняют Серена Росси, Косма Бруссани, Серена Дови и Новелла Йодиче, а её английский вариант исполнили Калина и Кьяна Кампьон, Косма Бруссани и Реба Бур. Кроме того, в Германии вышел цифровой альбом, содержащий 10 инструментальных композиций из мультфильма, во время которых звучат реплики персонажей на немецком языке.
| №  | Название         | Длительность |
| -- | ---------------- | ------------ |
| 1. | «Noi Siamo Winx» | 4:14         |
| 2. | «Luce Immensa»   | 2:52         |
| 3. | «Potere Sirenix» | 4:07         |

| №  | Название               | Длительность |
| -- | ---------------------- | ------------ |
| 1. | «We All Are Winx»      | 4:23         |
| 2. | «Magic All Around»     | 3:01         |
| 3. | «The Magic of Sirenix» | 4:04         |

## Критика и отзывы
В отличие от двух предыдущих полнометражных картин о феях Винкс, критики отметили в этой ленте больше достоинств, но по большей части восприняли её сдержанно и отметили, что она придётся по вкусу только юным поклонникам франшизы, которые уже знакомы с мультсериалом «Клуб Винкс». Ряд итальянских критиков отмечает простой сюжет, вполне подходящий целевой аудитории мультфильма, при этом они обращают внимание на преобладание динамичных сцен над диалогами и раскрытием персонажей в большей степени, чем это было сделано в предыдущих двух лентах франшизы. Некоторые рецензенты особо отмечают заложенную в мультфильм мораль о дружбе и защите морской среды, которая подана таким образом, чтобы заинтересовать юных зрителей. Паола Казелла с итальянского сайта о кино MYmovies.it пишет, что создателям хорошо удалось сохранить узнаваемость персонажей, впрочем, по её словам, «даже их образ не сдвинулся ни на миллиметр: демонстрация силы чередуется с разговорами о макияже и кризисом недоверия». Рецензентку, тем не менее, впечатлила проработка подводного мира в мультфильме: она пишет, что он получился не только ярким, но и богатым на флору и фауну, а оптические эффекты выполнены так хорошо, что фильму не нужен стереоскопический эффект для придания объёма. Элеонора Матераццо с Film4Life положительно отзывается о визуальной стороне мультфильма и пишет, что она «не оставляет равнодушным». Она особенно отмечает богатство деталей, цветовой гаммы и эффектов, а также проработку анимации морской среды и нарядов персонажей. Франческо Ломушио на сайте EveryEye замечает, что персонажи Винкс «красивые, идеально нарисованы и всегда интерпретируются как положительные герои мультфильмов». Карин Эбнет на сайте Movie for Kids отмечает внимательное отношение создателей к связанности повествования и персонажам. На французском сайте Allofamille в разборе DVD-издания мультфильма критик отметил положительные качества в виде храбрости и благородства, которые несут герои картины, а также захватывающий сюжет, который побуждает зрителя переживать за героев. Кроме того, в рецензии отмечается, что мультфильм вполне интересен как самостоятельное произведение даже для тех, кто ещё не смотрел оригинальный сериал.
С другой стороны, Элеонора Матераццо с Film4Life считает, что тема загрязнения океанов в мультфильме выражена очень слабо и освещается только поверхностно «в промежутках между криками, смехом и обменом банальными фразами про моду и макияж». Франческо Ломушио с EveryEye и вовсе уверен, что экологический подтекст призван лишь «замаскировать очередной проходной продукт» с целью привлечь внимание маленьких поклонников. В отношении сценария он пишет, что тот «содержит банальные предлоги для ненужных диалогов и стычек». Тициана Морганти с Movieplayer.it также уверена, что мультфильм представляет собой лишь умный маркетинговый ход, приуроченный к началу учебного года с целью продать брендовые школьные принадлежности, а мораль об экологии просто добавляет картине стиля, помимо привычных «неосязаемых крыльев и длинных ресниц». Антон Юлио Манчино в статье, опубликованной в итальянской ежедневной газете La Gazzetta del Mezzogiorno, пишет, что мультфильм получился хорошим лишь с коммерческой стороны, но неоригинальным с точки зрения построения нарратива и аудиовизуального ряда. Джорджа Персекини с Eco del Cinema отмечает легкомыслие в поведении персонажей, которые «даже в самых напряжённых ситуациях судачат о моде и сплетничают». Легкомысленность персонажей отметил и Джанлука Кьянелло в своей рецензии на сайте Cinefilos, хотя, по его словам, оно прекрасно подходит целевой аудитории фильма. В то же время Джанлука рассуждает о том, насколько полезное сообщение несут детям персонажи с ненатуральными пропорциями тела. «Физические параметры на пределе худобы и раздражающий поиск гламура — такие прототипы могут оказаться опасными», — пишет критик.
| Зрительский рейтинг    | Зрительский рейтинг    | Зрительский рейтинг    |
| (на 23 ноября 2019 г.) | (на 23 ноября 2019 г.) | (на 23 ноября 2019 г.) |
| ---------------------- | ---------------------- | ---------------------- |
| Сайт                   | Оценка                 | Голосов                |
| IMDb                   | · ссылка               | 588                    |
| Filmweb                | · ссылка               | 365                    |

Карин Эбнет с Movie for Kids, несмотря на в целом положительную рецензию, пишет, что анимация в мультфильме далека от качества Pixar, Disney и Dreamworks: медленные и слегка текучие движения, по её словам, создают сильный статический эффект, особенно в тех сценах, которые требуют большей динамики. Марио фон Чапевски с немецкого ресурса Sofahelden пишет, что качество анимации ленты находится на уровне ниже среднего и не соответствует привычному кинематографическому уровню, а герои выглядят одинаково: «худощавые, со слабо выраженной лицевой анимацией», и отличаются лишь элементами одежды. Команда рецензентов с греческого сайта Flix называет картину «третьим по счёту мультфильмом, который выглядит хуже, чем Барби» и имеет «даже более низкопробный дизайн» и «ещё более шумные песни, похожие на рингтоны», а его персонажи, по мнению авторов рецензии, побуждают девочек хотеть быть «высокорослыми выпускницами средней школы с волшебными силами и кольцом на руке». Трейси Мур с американского сайта Common Sense Media пишет, что персонажи мультфильма «глупые и пустые», «одержимы модой» и «оскорбляют тех, кто от неё отстал». «Особенное беспокойство», по мнению автора заметки, вызывает рисовка персонажей, с их «тонкими талиями» и «подчёркнутой сексуальностью», которые носят мини-юбки и «опасно высокие» каблуки. Автор этих строк также считает, что отсылки к моде в мультфильме перевешивают мораль, сюжет является запутанным, а сам мультфильм воспитывает стереотипы.

## Выход и признание
Rainbow сообщили о работе над третьей полнометражной лентой о Винкс на лицензионной выставке Brand Licensing Europe в октябре 2013 года. 21 июля 2014 года мультфильм представили публике на кинофестивале Джиффони, где создатели показали зрителям первые 6 минут ленты, а молодые девушки из Winx Dance Crew (с англ. — «Танцевальная команда Винкс») устроили масштабное представление, состоящее из танцевальной программы и концерта. 27 августа фильм презентовали на Венецианском кинофестивале, и через день снова прошла развлекательная программа с песнями, танцами и автографами. Премьера мультфильма состоялась в Риме 2 сентября 2014 года, 12 билетов на этот особый показ были разыграны в радиопередаче на Radio Italia, а общеитальянская премьера состоялась 4 сентября. Через неделю после премьеры в Италии мультфильм побывал и на фестивале Roma Fiction Fest, где помимо этого зрители могли увидеть превью эпизодов мультсериала «Клуб Винкс».
В России праздничные предпремьерные показы состоялись 20 сентября и 27 сентября в кинотеатре «Люксор», на которых разыгрывались призы, включая поездку в Rainbow Magicland. Билеты на показ 20 сентября разыгрывались в конкурсе на «Детском радио», и этот показ посетили некоторые звёзды российского шоу-бизнеса. Общероссийская премьера состоялась 2 октября. Мультфильм вышел на экраны кинотеатров в 11 странах, последняя премьера состоялась в Иордании и Ливане 14 мая 2015 года. В Польше картина демонстрировалась в формате 6D сетью кинотеатров KinAds с различными эффектами, создающими ощущение реализма. Кассовые сборы мультфильма в Италии принесли $2,25 млн, $972 838 за первый уик-энд. В остальных странах доход от продажи билетов составил $3,08 млн, из которых $1,88 млн приходится на Россию и страны СНГ.

## Издания
В России мультфильм вышел на DVD 4 ноября 2014 года, издателем выступила компания CD Land. В Италии он был издан на DVD и Blu-ray совместными усилиями RAI Cinema и 01 Distribution 18 декабря того же года. На дисках помимо фильма содержатся караоке-версии песен «Noi Siamo Winx» и «Potere Sirenix», а также ранее неопубликованные материалы о создании. Кроме того, в Италии к домашним изданиям мультфильма прилагался купон на скидку 20 % на юбилейную театральную постановку по мотивам франшизы — Winx Club Musical Show.
| Дата выхода DVD | Дата выхода DVD | Дата выхода DVD | Дата выхода DVD | Дата выхода Blu-ray | Дата выхода Blu-ray | Дата выхода Blu-ray |
| Регион 1        | Регион 2        | Регион 4        | Регион 5        | Регион A            | Регион B            | Регион C            |
| --------------- | --------------- | --------------- | --------------- | ------------------- | ------------------- | ------------------- |
| н/д             | 18 декабря 2014 | 3 июня 2015     | 4 ноября 2014   | н/д                 | 18 декабря 2014     | н/д                 |

Для iOS и Android компания Tsumanga Studios выпустила аркадную гоночную видеоигру Winx Club: Mystery of the Abyss (с англ. — «Клуб Винкс: Тайна морской бездны»).

## Комментарии
1. ↑  Rainbow CGI — дочерняя компания Rainbow S.r.l.
2. ↑  Алфея — волшебная школа, в которой учились Винкс.
3. ↑  Гардиния — город на Земле, где Блум выросла со своими приёмными родителями.
4. ↑  Бесконечный океан объединяет океаны всех планет Волшебного измерения.
5. ↑  Эраклион — одна из планет волшебной вселенной, откуда родом Скай. Отец добровольно передал ему корону (см. «Клуб Винкс: Тайна затерянного королевства»).
6. ↑  Селки — подводные создания, которые охраняют врата Бесконечного океана и поддерживают его баланс.
7. ↑  Серена — селки, которая охраняет врата Домино, родной планеты Блум. В пятом сезоне мультсериала «Клуб Винкс» у неё возникают волшебные узы с Блум.
8. ↑  Более подробно см. Клуб Винкс#Персонажи и мир сериала.
9. ↑  В оригинальном итальянском сценарии Лейлу зовут Аиша (Aisha), но во многих локализациях, включая русскую, её имя было изменено на Лейла (Layla).
10. ↑  В фильме «Тайна затерянного королевства» чётко сказано, что Винкс окончили школу Алфея, но в последующих сезонах они снова неоднократно выступают её ученицами.
11. ↑  У Блум это Домино, у Стеллы — Солярия, у Флоры — Линфея, у Музы — Мелодия, у Текны — Зенит, а у Лейлы — Андрос.
12. ↑  На момент событий мультфильма Лейла ещё не нашла себе новую пару после гибели Набу, её жениха.
13. ↑  Джорджа Персекини — Eco del Cinema; Джанлука Кьянелло — Cinefilos; Тициана Морганти — MoviePlayer; Карин Эбнет — Movie for Kids; Элеонора Матераццо — Film4Life
14. ↑  Джорджа Персекини — Eco del Cinema; Джанлука Кьянелло — Cinefilos; Карин Эбнет — Movie for Kids
15. ↑  В стереоскопическом формате вышел предыдущий мультфильм франшизы: «Клуб Винкс: Волшебное приключение».
16. ↑  Ирена Понарошку, Дана Борисова и другие.